# Tavs viden
Tavs viden (en. Tacit Knowledge) er viden, som er svær at overføre fra én person til en anden ved hjælp af at skrive det ned eller verbalisere det. Det er fx nemt at forklare en anden person, at København er hovedstaden i Danmark, hvilket er verbaliserbar viden, hvorimod det kan være svært at forklare eller skrive en manual for, hvordan man spiller fodbold. Man kan beskrive reglerne, men man kan ikke læse en bog omkring fodbold og derudfra blive en god fodboldspiller.

## Forklaring og eksemplificering af tavs viden
Mennesker er ofte ikke bevidste om den tavse viden de besidder, og hvor værdifuld den kan være for andre. Succesfuld overførsel af tavs viden betyder som regel, at der skal være omfattende personlig kontakt og tillid, for at en person kan 'vise' den anden sin tavse viden. 
Et eksempel på tavs viden refererer til det at cykle. De som kan cykle er godt klar over (ubevidst eller bevidst), at balance er essentielt. For at dreje til venstre må man først lave et lille sving mod højre og derefter dreje mod venstre, for at have den rette balance i svinget. Men hvis man fortæller dette til en, der ikke kan cykle endnu og skal til at lære det, hjælper det ikke meget. At kunne cykle er derfor tavs viden, fordi det ikke kan verbaliseres hvordan man gør. Hvis to personer kender hinanden godt og har tillid til hinanden vil den ene dog kunne hjælpe den anden med at lære at cykle, ved at 'vise' det. Eksempelvis en far der skal lære sin søn at cykle. Faren tager sønnen med ud på en ikke trafikeret vej og sætter drengen op på cyklen. Støttehjulene er pillet af og faren har en lang pind som han kan støtte cyklen med. Han skubber først sønnen af sted på cyklen og går/løber bagved cyklen, støttende med pinden. Pludselig slipper han og sønnen cykler af sted selv men falder måske kort tid efter. Sådan bliver de ved indtil sønnen har lært at cykle – lært hvordan han skal holde balancen.
Det er altså ikke altid nemt at dele tavs viden. Det involverer læring, men ikke på en måde der kan skrives ned. Tavs viden indebærer ofte vaner og kultur som vi ikke er klar over vi har. Tavs viden bliver også kaldt know-how, i modsætning til know-what (fakta), know-why (videnskab) eller know-who (netværk).
Tavs viden og såkaldt knowledge management er med bidrag som eksempelvis Davenport og Prusaks Working Knowledge  for alvor kommet på dagsordenen for stadig flere virksomheder. Dette sker i en erkendelse af, at denne tavse viden er en potentielt dyrebar ressource, som man som virksomhed kan have stor nytte af, at få ekspliciteret. En registrering af denne viden kan for den enkelte virksomhed medføre lettelse af arbejdsgange, samt en sikring af, at dyrebar viden og erfaring nedfældes i tilgængelig dataform, snarere end at eksistere iblandt medarbejdere eller inde i hovedet på disse. Den sidste dimension vil endvidere lette virksomhedens mulighed for enten, at kunne udskifte eller rokere på medarbejderne internt i organisationen.